# Station Kolumna
Station Kolumna is een spoorwegstation in de Poolse plaats Łask.